# Craig S. Faller

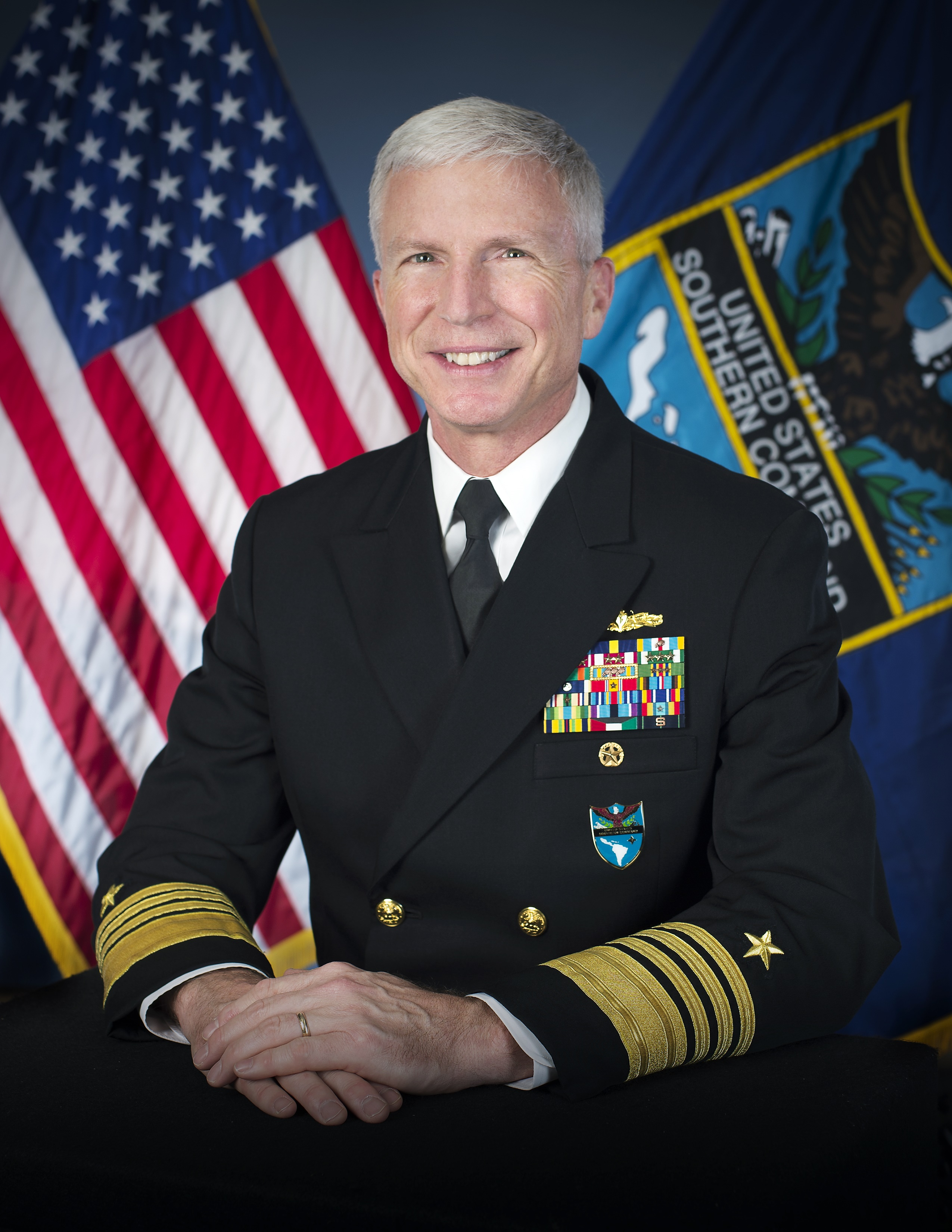
Admiral Faller, SOUTHCOM

Craig Stephen Faller (* 27. Juli 1961 in Fryburg, Pennsylvania) ist ein pensionierter Admiral der United States Navy. Seine letzte Verwendung führte ihn an die Spitze des U.S. Southern Command, das er am 29. Oktober 2021 an General Laura J. Richardson übergab.

## Laufbahn
Faller schloss 1983 die US Naval Academy in Annapolis, Maryland, ab. Er erwarb den Grad eines Bachelor of Science in Systemtechnik. Im Jahr 1990 machte er ferner an der Naval Postgraduate School seinen Abschluss als Master in Angelegenheiten der nationalen Sicherheit (strategische Planung).
Auf See diente Faller als Reaktorelektrik-Offizier, Elektrooffizier und Reaktorausbildungsassistent an Bord des Kreuzers South Carolina, als Einsatzoffizier an Bord des Zerstörers Peterson, als Wachoffizier an Bord des Flugzeugträgers Enterprise und als Erster Offizier der John Hancock. Als Kommandant der Stethem wurde er in den Persischen Golf entsandt und nahm an der Blockade zur Unterstützung der Sanktionen der Vereinten Nationen gegen den Irak teil. Während seines Einsatzes als Kommandant der Shiloh half er den Opfern des verheerenden Tsunami vor Indonesien. Schließlich wurde er als Kommandeur der Carrier Strike Group 3 in den Nahen Osten entsandt, um die Operationen New Dawn (Irak) und Enduring Freedom (Afghanistan) zu unterstützen.
An Land wurde Faller dem Chef der Rechtsabteilung des Marineministers zugewiesen; er diente als stellvertretender Chef der Marineoperationsabteilung (Planung, Politik und Einsatz); er war im Stab von Senator Edward Kennedy tätig; er leitete die Abteilung für Personalentwicklung und Einsätze von Nuklearoffizieren in der Personalabteilung der Marine und diente als Assistent des Chefs der Marineoperationsabteilung. Schließlich war er Befehlshaber des Navy Recruiting Command, Assistent des Befehlshabers des United States Pacific Command und des Befehlshabers des United States Central Command sowie Einsatzleiter des United States Central Command. Im Januar 2017 übernahm Faller das Amt des leitenden militärischen Beraters des Verteidigungsministers. Am 26. November 2018 trat er die Nachfolge von Admiral Kurt W. Tidd als Befehlshaber des United States Southern Command an.
Am 29. Oktober 2021 schied er aus dem aktiven Dienst aus und übergab das Kommando über SOUTHCOM an General Laura J. Richardson.

## Auszeichnungen
Auswahl der Orden, sortiert in Anlehnung der Order of Precedence of Military Awards:
- Defense Distinguished Service Medal
- Navy Distinguished Service Medal
- Defense Superior Service Medal
- Legion of Merit
- Meritorious Service Medal
- Navy & Marine Corps Commendation Medal
- Navy and Marine Corps Achievement Medal
- Joint Meritorious Unit Award
- Navy „E“ Ribbon
- National Defense Service Medal
- Armed Forces Expeditionary Medal
- Southwest Asia Service Medal
- Global War on Terrorism Expeditionary Medal
- Global War on Terrorism Service Medal
- Armed Forces Service Medal
- Humanitarian Service Medal
- Navy Sea Service Deployment Ribbon
- Navy Recruiting Service Ribbon
- Order of Naval Merit Admiral Padilla (Kolumbien)
- Kuwait Liberation Medal (Kuwait)